# 吉田美芳
吉田 美芳（よしだ びほう、1895年(明治28年)-1927年（昭和2年））は浪曲師。

## 来歴
奈良県下市に生まれた。本名は田中奈良蔵といい、10代の時に浪花節の2代目吉田奈良丸に入門し、美芳と号して浪曲師になった。美芳の号は，吉野の桜と「三芳野(みよしの
)」から取ったという。二代目吉田奈良丸門下において、後の3代目吉田奈良丸とともに双翼といわれた優等生であった。一若つまり三代目吉田奈良丸の剛に対して、美芳の柔としてよく知られており、一時は三代目奈良丸の名を美芳に、という話もあったという。線の美しい節調は美芳独特のものであった。後に群馬県高崎市の資産家の家に入り転居する。「木下藤吉郎初陣」や「幡随院」を十八番にしていた。また、『大石山科浪宅』というレコードが残されている。1910年10月10日から名古屋の末廣座で二代目奈良丸の浪曲大会前座に出演、「斯道の麒麟児と云はるる吉田美芳」と評された。また、1911年10月31日に小樽森徳座の公演に出演しており、『河北新報』10月27日付において、「一行の中には同人の秘蔵弟子、一若(十三)、美芳(十五)の二少年も加はり居て」と記されている。さらに1912年7月3日から7月10日には、京都の南座において奈良若、高麗蔵、若駒とともに「奈良丸会」と称して出演している。この時は活動写真と浪曲を合わせた演出で大変な大当たりだったといわれる。同年7月下旬には、再度、名古屋末廣座において、同じ内容の公演をした。将来を期待されていたが、病を得て夭折したという。